# Lex Malacitana

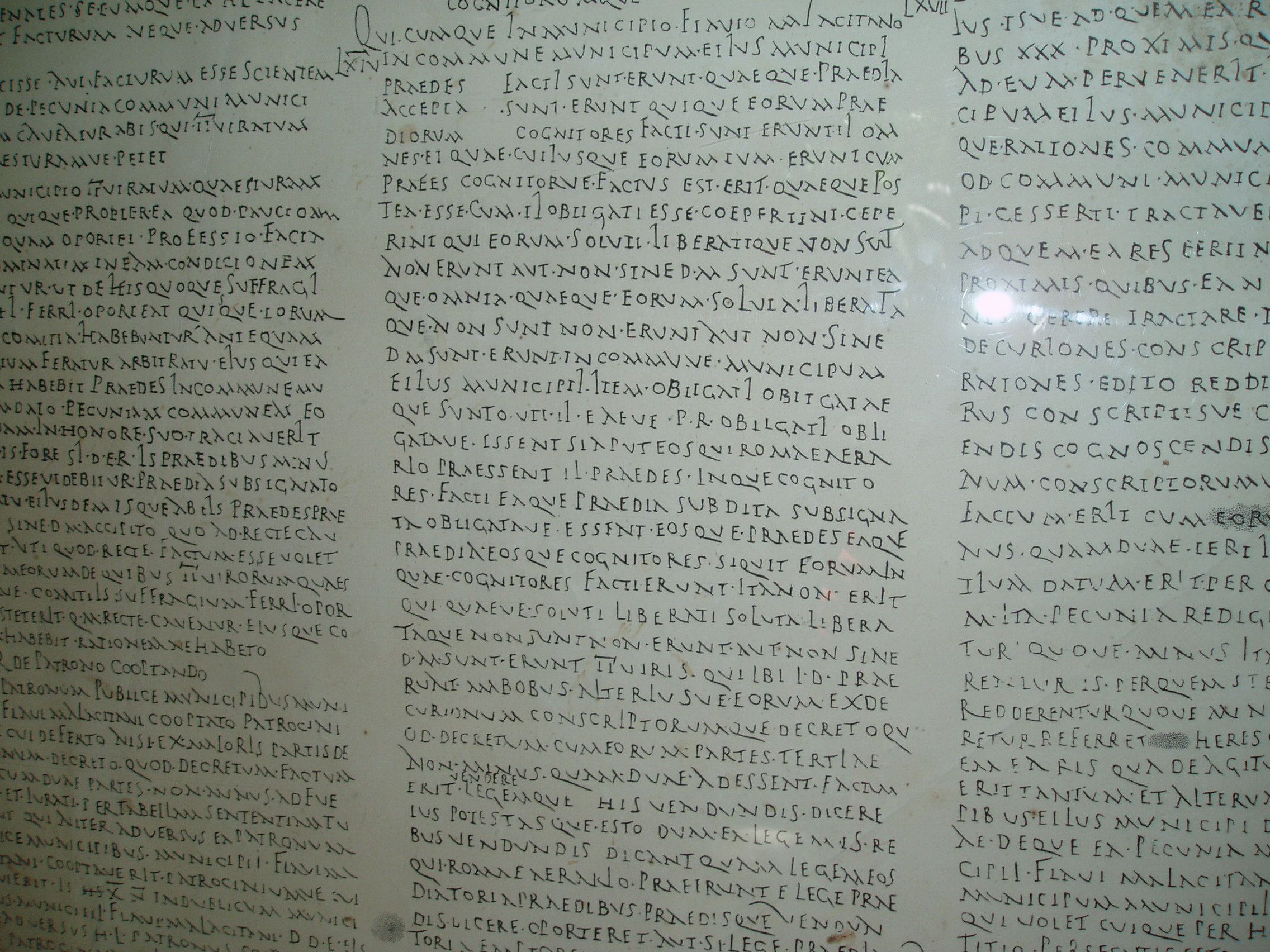
Lex Malacitana, Reproduktion im Museo Loringiano in Málaga.

Die Lex Malacitana ist eine Bronzetafel, die einen Teil des flavischen Stadtrechts von Málaga enthält, das zwischen 81 und 96 n. Chr. (wahrscheinlich 82 oder 83 n. Chr.) unter Kaiser Domitian verliehen worden ist. Der darauf erhaltene Text enthält die Kapitel 51 bis 66 und gibt Einblick in die Organisation der Municipien in der hispanischen Provinz Baetica des Römischen Imperiums im 1. Jahrhundert n. Chr.
Vergleichbare Funde sind die Lex Irnitana und die Lex Salpensana. Alle drei stimmen in den jeweils überlieferten Teilen fast wörtlich überein und entstammen vermutlich einer gemeinsamen Vorlage. Bisher einzigartig sind die in der Lex Malacitana enthaltenen Informationen über die Wahlen in den Landgemeinden der hispanischen Provinzen um 100 n. Chr.
Die Tafel wird im Archäologischen Nationalmuseum Madrid ausgestellt.
Ursprünglich umfasste das Stadtrecht von Malaca sechs Tafeln, die an einem öffentlich zugänglichen Platz auf Augenhöhe angebracht waren. Die erhaltene Tafel verfügt dazu über Befestigungslöcher in den Ecken (unter der Rahmung). Gegenwärtig ist eine Kopie der Tafel im Plenarsaal des Rathauses von Málaga installiert.

## Beschreibung
- Material: Bronze
- Breite: 128,5 cm
- Höhe: 94,50 cm
- Dicke: 0,5 cm-0,9 cm (mit Rahmen:2,50 cm)
- Masse: ca. 90 kg

Der Text ist in fünf Spalten mit jeweils etwa 2,6 cm Abstand angeordnet. Die Buchstabenhöhe ist etwa 0,4 cm; der Zeilenabstand etwa 0,8 cm.

## Entdeckung
Die Tafel der Lex Malacitana wurde zusammen mit einer Tafel der Lex Salpensana im Oktober 1851 im heutigen Málaga und zwar im jetzigen Stadtteil El Ejido aufgefunden und in eine Werkstatt verbracht, um die ca. 90 kg Bronze einschmelzen zu lassen. Jorge Loring y Oyarzábal erwarb die Tafeln, um sie vor der Zerstörung zu retten und machte sie der wissenschaftlichen Öffentlichkeit zugänglich. Es wird vermutet, dass bereits mehrere in der Umgebung gefundene Tafeln eingeschmolzen worden sind. Die Erstveröffentlichung des Inschrifttextes besorgte sein Schwager Manuel Rodríguez de Berlanga 1853. Theodor Mommsen veröffentlichte 1855 eine viel beachtete Ausgabe, die als Standardwerk angesehen wird. Die Tafeln mit der Lex Malacitana und der Lex Salpensana wurden 1897 für das Archäologische Nationalmuseum Madrid aufgekauft und werden seitdem dort aufbewahrt.

## Inhalt

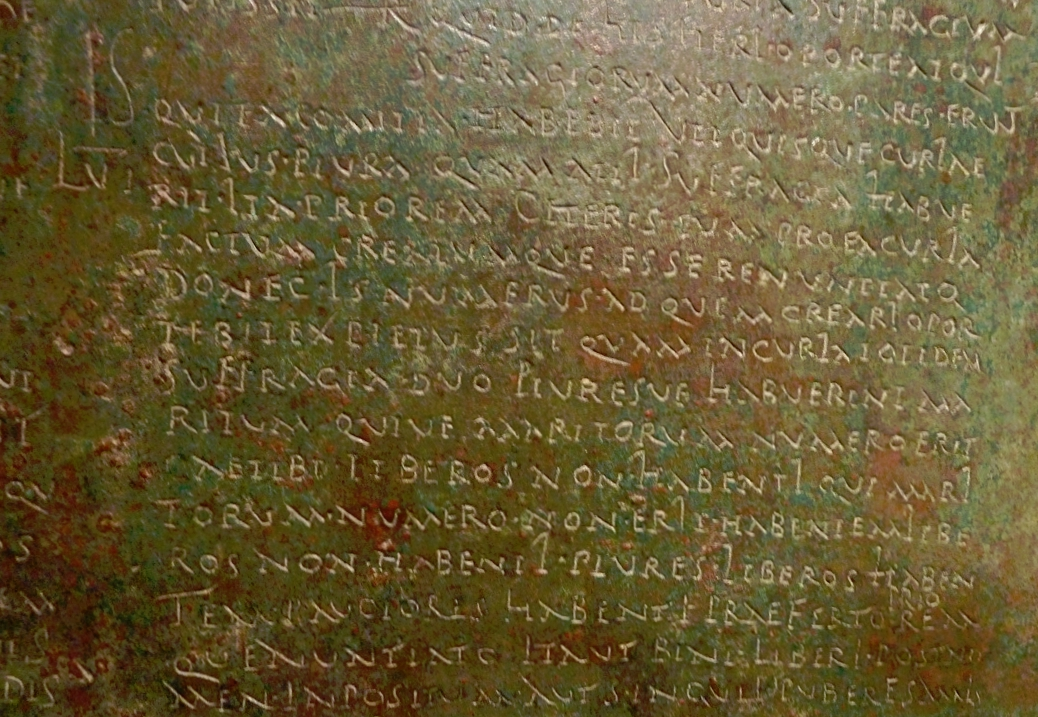
Rubrik LVI der Lex Malacitana Archäologischen Nationalmuseum Madrid.

Die Lex Malacitana enthält mit den Kapiteln 51 bis 66 einzelne Vorschriften des Stadtrechts. Die Kapitel 59 bis 66 stimmen fast wörtlich mit denen der Lex Irnitana überein.
| Tafel                                    | Rubrik | Text                                                                                     | Übersetzung |
| ---------------------------------------- | ------ | ---------------------------------------------------------------------------------------- | --- |
| Abschnitt über die Wahlen                |        |                                                                                          | |
| (IV)                                     | 51     | R. De nominatione candidatorum.                                                          | Über die Benennung der Kandidaten                                                                                                   |
| (IV)                                     | 52     | R. De comitiis habendis.                                                                 | Über die Abhaltung von Wahlversammlungen<Komiten>                                                                                   |
| (IV)                                     | 53     | R. In qua curia incolae suffragia ferant.                                                | In welche Wahlkreise<Kurien> Einwohner ohne Stadtrecht <incolae> ihre Stimme abgeben sollen                                         |
| (IV)                                     | 54     | R. Quorum comitis rationem habere oporteat.                                              | Über wen eine Wahl abzuhalten angemessen ist                                                                                        |
| (IV)                                     | 55     | R. De suffragiis ferendis.                                                               | Über die Stimmabgabe |
| (IV)                                     | 56     | R. Quid des his fieri oporteat, qui suffragiorum numero pares erunt.                     | Was zu tun ist, wenn die Abstimmung Stimmengleichheit ergibt                                                                        |
| (IV)                                     | 57     | R. De sortitione curiarum et is, qui curiarum numero pares erunt.                        | Über die <Abstimmungs->Reihenfolge der Wahlkreise<Kurien>, und wenn die Abstimmung die gleiche Zahl von Wahlbezirken<Kurien> ergibt |
| (IV)                                     | 58     | R. Ne quit fiat, quo minus comitia habeantur.                                            | Es werde nichts unternommen, weniger Wahlversammlungen<Komiten> abzuhalten                                                          |
| (IV)                                     | 59     | R. De iure iurando eorum qui maiorem partem numeri curiarum expleverint.                 | Über den Eid derer, die die Mehrheit der Wahlkreise erreichen                                                                       |
| (IV)                                     | 60     | R. Ut de pecunia communi municipum caveatur ab his qui duumviratum quaesturamve petent.  | Die Kandidaten für ein Duumvirat oder eine Quaestur müssen Bürgen und Bürgschaften für das kommunale Vermögen stellen               |
| (IV)                                     | 61     | R. De patrono cooptando.                                                                 | Darüber, <die Gemeinde> einem Schutzherren zu unterstellen                                                                          |
| Abschnitt über die Finanzen der Gemeinde |        |                                                                                          | |
| (IV)                                     | 62     | R. Ne quis aedificia quae restituturus non erit destruat.                                | Niemand soll Häuser abreißen, die er nicht wieder aufbaut                                                                           |
| (IV)                                     | 63     | R. De locationibus legibusque locationum proponendis et in tabulas municipii referendis. | Über das Veröffentlichen der <Steuer->Pachtverträge und das Eintragen in die Bücher der Gemeinde                                    |
| (IV)                                     | 64     | R. De obligatione praedum et praediorum cognitorumque<…>.                                | Über die Haftung der Bürgen und Bürgschaften<für das kommunale Vermögen>                                                            |
| (IV)                                     | 65     | R. Ut ius dicatur e lege dicta praedibus et praediis vendendis.                          | Dass Recht gesprochen wird entsprechend dem Gesetz über Bürgen und Bürgschaften                                                     |
| (IV)                                     | 66     | R. De multa quae dicta erit.                                                             | Über die verhängte Geldbuße |
| (IV)                                     | 67     | R. De pecunia communi municipum deque rationibus eorumdem.                               | Über öffentliche Gelder der Gemeinde und den <Finanz>bericht darüber                                                                |
| (IV)                                     | 68     | R. De constituendis patronis causae cum rationes reddentur.                              | Über die Einsetzung von Prozessvertretern in Streitsachen um <Finanz>berichte                                                       |
| (IV)                                     | 69     | R. De iudicio pecuniae communis.                                                         | Über Gerichtsverfahren wegen öffentlicher Gelder                                                                                    |

### Wahlen
Die Vorschriften zu den Wahlen (die ersten überlieferten zehn Rubriken) beginnen mit dem Verfahren der Kandidatenaufstellung R. 51. Für den Fall, dass weniger Bewerber als nötig freiwillig zur Wahl antreten, ist vorgesehen, dass der Wahlleiter (evtl. einer der Duumvire) soviel Kandidaten benennt, wie nötig, und jeder der so Benannten hat das Recht, je einen weiteren Kandidaten zu benennen und dieser auch jeweils einen weiteren. R. 51 Damit ist sichergestellt, dass für jeden unbesetzten Platz auf der Wahlliste bis zu drei Kandidaten zur Wahl stehen. Die Amtszeit der zu wählenden Duumvire, Ädile und Quästoren sowie deren Zweitbesetzungen wird auf ein Jahr nach erfolgter Wahl festgesetzt. R. 52
Jeder männliche Bürger der Gemeinde ist einem Wahlkreis zugeordnet. Für jeden Wahltag wird per Los bestimmt, in welchem Wahlkreis die übrigen Wahlberechtigten, die liberti abstimmen sollen. R. 53 Durch diese Bestimmung wird erreicht, dass die Wahlberechtigten ohne Bürgerrecht unabhängig von ihrer Anzahl höchstens einen der Wahlkreise dominieren können. Wahlfähig sind nur freigeborene Männer, die mindestens 25 Jahre alt sind ansonsten auch in den Stadtrat gewählt werden dürften. Duumvire dürfen zur Wahl zum Duumvirat nur ein Mal in fünf Jahren antreten. R. 54
Am Wahltag werden die Stimmen in je einem Behältnis je Wahlkreis gesammelt. Jeweils drei Wahlberechtigte eines anderen Wahlkreises agieren als vereidigte Wahlhelfer; jeder Bewerber kann jeweils einen Wahlbeobachter an jede Urne entsenden. R. 55 Es gibt auch Regeln bei Stimmengleichheit. R. 56 Für die eigentliche Wahl z. B. für die Duumvirate ist es nötig, die Mehrzahl der Wahlkreise zu gewinnen. Die Wahlgewinner müssen einen entsprechenden Eid R. 59 (mit vorgeschriebener Eidesformel) ablegen und Bürgen und Bürgschaften benennen. R. 60 Für das Stören der Wahl wird eine Strafe von 10.000 Sesterzen angedroht. R. 58 Mit einer Rubrik über das Annehmen eines Schutzherren über die Gemeinde endet der Abschnitt über die Wahlen. R. 61

### Finanzen
Es folgen Rubriken über die Finanzen der Gemeinde, wobei die erste Rubrik über das Verbot, Gebäude ohne Genehmigung des Gemeinderats abzureißen R. 62 zunächst nur entfernt etwas damit zu tun hat.
Die Steuereinnahmen (und weitere Abgaben und Aufgaben der Gemeinde) wurden an Privatpersonen verpachtet (siehe Steuerpacht). Die Konditionen mussten öffentlich ausgehängt werden. R. 63 Diejenigen, die sich der Gemeinde als Bürge für Geschäfte oder die Amtsführung verpflichtet haben haften, wenn die Bürgschaft fällig wird, mit ihrem gesamten Hab und Gut aber auch mit ihrer Freiheit, da sie letztlich zur Tilgung der Bürgschaft in die Sklaverei verkauft werden können  R. 64 (siehe nexus), eventuell sogar mit ihrem Leben (z. B. könnte ein Bauvorhaben mangelhaft erledigt worden sein. Die Nachbesserung durch einen anderen 'bezahlt’ die Gemeinde dann mit dem Recht, auf den Bürgen zurückgreifen zu können.).
Über die Bürgen und Bürgschaften wird in der Gemeinde vor dem Duumviren Recht gesprochen. R. 65 Geldbußen können von einem Duumvir oder den Ädilen verhängt werden; Streitigkeiten darüber werden vom Gemeinderat (den Dekurionen) entschieden. R. 66
Die letzten drei Rubriken dieses Kapitels enthalten Vorschriften über die Gelder der Gemeinde sowie diesbezügliche gerichtliche Auseinandersetzungen. R. 67 bis 69

## Leseprobe
| (LA) 25 ........--R- QUID·DE·HIS·FIERI·OPORTEAT QUI 26 SUFFRAGIORUM NUMERO PARES·ERUNT. 27 IS QUI EA·COMITIA·HABEBIT UTI QUISQUE CURIAE 28 CUIIUS·PLURA·QUAM ALII·SUFFRAGIA HABUE 29 RIT·ITA·PRIOREM CETERIS·EUM PRO EA CURIA 30 FACTUM CREATUMQUE ESSE RENUNTIATQ 31 DONEC·IS NUMERUS·AD QUEM CREARI OPOR 32 TEBIT EXPLETUS SIT QUAM IN CURIA TOTIDEM 33 SUFFRAGIA·DUO PLURESVE HABUERINT MA 34 RITUM·QUIVE MARITORUM NUMERO ERIT 35 CAELIBI·LIBEROS NON·HABENTI QUI MARI 36 TORUM·NUMERO·NON·ERIT·HABENTEM LIBE 37 ROS NON·HABENTI·PLURES LIBEROS HABEN 38 TEM PAUCIORES HABENTI PRAEFERTO \PRIO/REM 39 QUE NUNTIATO ITA UT BINI·LIBERI·POST NO 40 MEN·INPOSITUM·AUT SINGULI·PUBERES AMIS 41 SI VIRIVE·POTENTES·AMISSAE PRO SINGULIS 42 SOSPITIBUS NUMERENTUR·SI DUO PLURESVE TO 43 TIDEM·SUFFRAGIA·HABEBUNT ET EI·IUSDEM 44 CONDICIONIS·ERUNT NOMINA EORUM IN 45 SORTEM COICITO·ET UTI·CUIIUSQUE·NOMEN SOR 46 TI·DUCTUM·ERIT·ITA EUM PRIOREM ALIS RENUNTI 47 AT. | (DE) 25 --Rubrik-Was geschehen soll, wenn <zwei Bewerber> 26 die gleiche Stimmenzahl erhalten haben. 27 Derjenige, der die Wahl abhält, soll, wenn in einem Wahlbezirk 28 ein Bewerber mehr Stimmen hat als die anderen, 29 öffentlich ausrufen, dass dieser vor den anderen für seinen Wahlbezirk 30 ausgewählt worden sei; 31 und dann so weiter bis zu der Zahl, die 32 erreicht werden muss. In einem Wahlkreis 33 soll er bei Stimmengleichheit 34 den Verheirateten oder Verwitweten * vor 35 dem ehelosen Bewerber, dem kinderlosen Bewerber und 36 vor dem Junggesellen ausrufen; sowie den, der Kinder hat, 37 vor dem kinderlosen Bewerber und den, der mehr Kinder hat, 38 vor dem, der weniger hat, vorziehen und als ersten 39 öffentlich ausrufen – wobei, je zwei nach der Taufe verstorbene Kinder * 40 sowie jeder einzelne mündig oder erwachsen verstorbene Sohn 41 oder jede erwachsen verstorbene Tochter jeweils für ein einzelnes 42 gesundes Kind gezählt werden. Wenn zwei oder mehr 43 die gleiche Stimmenzahl und den gleichen 44 so ermittelten "Rang" haben, soll er einen der Namen 45 auslosen. Und den Namen, der so 46 ausgelost worden ist, soll er als ersten vor den anderen öf- 47 fentlich ausrufen. |
| (Originaltext Lex Malacitana, Kapitel 56, FREIE Übersetzung) | * wörtlich eigentlich: den, der zu den Verheirateten gerechnet wird, * wörtlich eigentlich: Kinder, die, nachdem <ihnen>ein Name gegeben worden ist<, gestorben sind>, |

## Bestand im Archäologischen Nationalmuseum Madrid
- komplette Tafel Inv.-Nr. 18631